# 사전검색
사전검색은 데이터를 색인만을 이용하여 데이터베이스로부터 뽑아내는 검색 방법이다. 논리 검색 및 정량 검색의 2종류가 있다. 사전 검색에 의해 검색된 결과는 부분 집합으로서 보존되고, 이후의 확정 검색에 의해 사용된다.